# Attica (Indiana)
Attica è una città degli Stati Uniti d'America, nella Contea di Steuben, nello Stato dell'Indiana.
La popolazione era di 3 441 abitanti nel censimento del 2006.